# Gancedo
Gancedo is een plaats in het Argentijnse bestuurlijke gebied Doce de Octubre in de provincie Chaco. De plaats telt 3.737 inwoners.